# Nemesio Vicuña Mackenna
Nemesio Vicuña Mackenna, (Santiago, en 1832- 24 de octubre de 1903), militar y político chileno.

## Primeros años de vida
Hijo de Pedro Félix Vicuña Aguirre y doña Carmen Mackenna Vicuña. Casado con Manuela Subercaseaux Vicuña. Estudió en la Escuela Militar, donde egresó con el grado de teniente. Estuvo casado con Manuela Subercaseaux Vicuña, y tuvieron 6 hijos.

## Vida pública
Se dedicó a la política junto a su hermano, Benjamín Vicuña Mackenna, en el Partido Liberal Democrático. Diputado suplente por Illapel (1873) pero nunca ocupó la titularidad. Senador propietario por Santiago (1891-1897). Integró en esta ocasión la comisión permanente de Guerra y Marina.